# Juan del Corral
Juan Bautista del Corral y Alonso (Mompós, 23 de junio de 1778- Rionegro, 7 de abril de 1814) fue un patriota de los orígenes de la independencia de la entonces provincia de Antioquia y de la República de Colombia.

## Biografía
Era hijo del gallego Ramón del Corral y la momposina María Jerónima Alonso. A finales del siglo xviii se trasladó de Mompós a Santa Fe de Antioquia, y se casó con Josefa Pérez de Arrubla. Se dedicó al comercio y la agricultura, y se le atribuye haber introducido a la región el cultivo del cacao.
Después de que el 20 de julio de 1810 se estableció la junta independiente de Bogotá, y se convocó el Congreso de las Provincias Unidas, fue nombrado, junto con José Manuel Restrepo, como representante de Antioquia. 
Cuando, en 1813, los antioqueños temieron una invasión de los españoles, lo nombraron dictador del Estado Libre de Antioquia, para que preparara la defensa de la provincia. Promovió la formación y entrenamiento de milicias, desterró a varios españoles y confiscó sus bienes e hizo fortificar algunos sitios estratégicos. Además confirió el título de «ciudad» a las villas de Medellín y Marinilla, en agosto de 1813.

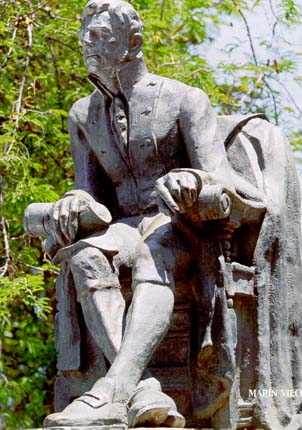
Monumento a Juan del Corral en Santa Fe de Antioquia, Colombia.

Para consolidar la ruptura con España promulgó el 11 de agosto de 1813 la Declaración de independencia en la antigua sacristía (hoy museo de arte religioso) de la concatedral de San Nicolás el Magno de Rionegro en la Ciudad Santiago de Arma de Rionegro, que decía: «Que el Estado de Antioquia desconoce por su rey a Fernando VII y a toda otra autoridad que no emane directamente del Pueblo, o sus Representantes, rompiendo enteramente la unión política de dependencia con la Metrópoli y quedando separado para siempre de la Corona y Gobierno de España». 
Una de sus máximas aportaciones fue haber propuesto a la legislatura de Antioquia la libertad de los hijos de los esclavos (conocida como libertad de partos) en conjunto con José Félix de Restrepo, José Miguel De la Calle, Antonio Arboleda y José Antonio Benítez, medida que fue aprobada el 20 de abril de 1814, dos semanas después de la muerte de Juan del Corral. 
Actualmente sus restos reposan en el altar patrio de la concatedral de San Nicolás el Magno de Rionegro.